# María de León y Delgado

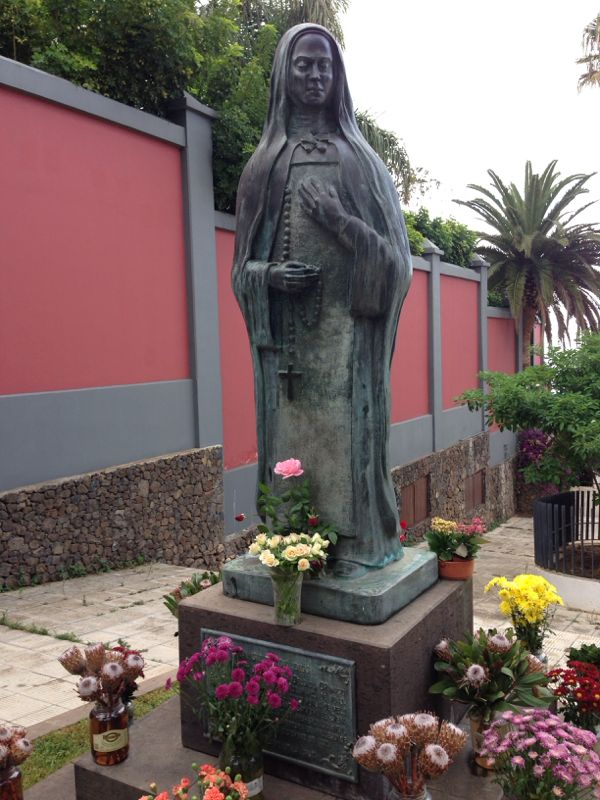
María de León y Delgado

María de León y Delgado nazywana również La Siervita i Sor María de Jesús (ur. 23 marca 1643 w El Sauzal, Teneryfa; zm. 15 lutego 1731 w San Cristóbal de La Laguna) – hiszpańska zakonnica z zakonu dominikanek, służebnica Boża Kościoła katolickiego, mistyczka. Zmarła w opinii świętości. Obecnie toczy się jej proces beatyfikacyjny. Relikwie służebnicy, pozostające do dziś w nienaruszonym stanie, przechowywane są w klasztorze św. Katarzyny w San Cristóbal de La Laguna.